# Fulgencio Afán de Ribera
Fulgencio Afán de Ribera, escritor español del principios del XVIII.

## Biografía
Poco se conoce sobre él; se piensa que probablemente ese nombre es un pseudónimo de fray Manuel Bernardo de Ribera o, según otros, del padre José Francisco de Isla.
Escribió Virtud al uso y mística a la moda. Destierro de la Hypocrisia, en frasse de exortación a ella. Embolismo moral, en el que se epactan las afirmativas proposiciones en negativas; y las negaciones en afirmativas (Pamplona: Juan Mastranzo, sin año, aunque 1729). Se conserva demás en la Biblioteca Nacional de España un manuscrito de esta obra, no se sabe si autógrafo, fechado en Granada, 10 de junio de 1729.

## Obra
Este corto opúsculo recibió el honor de ser prohibido por la Inquisición cuando se reimprimió (Madrid: Fernando Monje, 1734) y fue premiado con una mención en el Index librorum prohibitorum de 1790, sin duda por su irónico ataque a los hipócritas beatos. Supone una especie de transición entre la narrativa costumbrista del XVII y la Ilustración. Trata de instruir a la juventud mediante consejos jocosos desterrando la hipocresía, la falsa virtud y la moda. Aunque lejos de la forma novelesca, contiene elementos ficticios y el autor emplea un recurso semejante al de Miguel de Cervantes con su narrador Cide Hamete Benegeli.
El argumento es el siguiente. En un «Prólogo al lector», D. Alejandro Girón confiesa haber ido a la Corte a resolver un pleito matrimonial; en el cuarto del mesón en que se aloja encuentra un pliego con el mismo título que el libro que tenemos entre las manos; lo lee, le interesa y decide continuarlo y acabarlo. El resultado final son tres cartas: dos del tal Alejandro Girón dirigidas a su hijo, el hermano Carlos del Niño Jesús, que contienen cada una de ellas diez llamados «Documentos», y entre ambas la respuesta del hijo a la primera de las cartas. Los «Documentos» contienen los consejos que el padre da al hijo sobre normas de conducta para tener éxito en la vida. Dichos consejos giran alrededor de la importancia de la falsa devoción como vía de acomodo social. Como ejemplo de su ironía, cabe citar este párrafo:
En sus tiempos estaban tan validos los libros de caballerías, que eran el único y total embeleso de las gentes; y para su destierro, los señores obispos tomaron diferentes providencias, ya enviando misiones, ya expidiendo cartas pastorales, pero nada aprovechó hasta que Cervantes tomó la pluma y escribió los libros de don Quijote. ¡Cosa rara, que lo que no pudo conseguir la desnuda verdad, voceada de los prelados y ministros eclesiásticos, fue reservado triunfo a la débil armadura y esfuerzo de una ingeniosa ficción!
Y a partir de esa reflexión se dice a sí mismo: «Veamos si lo que no puede vencer una desnuda verdad puede ser trofeo de una bien vestida ficción».

## Ediciones
- Virtud al uso y mística a la moda, por D. Fulgencio Afán de Ribera, La vengada a su pesar y Ardid de la pobreza por Andrés del Prado, Madrid, Biblioteca Universal, 1887, tomo CXIV. Edición facsímil, Valladolid: Maxtor, 2008. ISBN 84-9761-473-9.